# Шоуто на Греъм Нортън
„Шоуто на Греъм Нортън“ (на английски: The Graham Norton Show) е британско комедийно ток шоу, представяно от Греъм Нортън. Първоначално се излъчва по BBC Two на 22 февруари 2007 г., преди да се премести в BBC One през октомври 2009 г. Излъчва се в петък вечер и обикновено се повтаря няколко нощи по-късно.

## „Шоуто на Греъм Нортън“ в България
На 15 септември 2018 г. започва да се излъчва двадесет и втори сезон на шоуто по БНТ 1, всяка неделя от 19:00 ч., с български дублаж, обработен от продуцентско направление „Чужди програми“. Актьорският състав често търпи промени. В него участват Елена Русалиева, Гергана Стоянова, Радосвета Василева, Силвия Лулчева, Татяна Етимова, Яна Огнянова, Татяна Захова, Елисавета Господинова, Мими Йорданова, Росен Русев (озвучаващ Греъм Нортън), Васил Бинев, Явор Караиванов, Симеон Владов, Александър Воронов, Константин Лунгов, Чавдар Монов, Илиян Пенев, Момчил Степанов, Иван Велчев, Стоян Цветков, Александър Митрев, Радослав Рачев, Любомир Младенов и други.